# スバル・ディアスワゴン
ディアスワゴン（Dias Wagon）は、SUBARU（旧・富士重工業）が販売していたワンボックス型軽乗用車。このモデルは2009年からはダイハツ工業からのOEM供給車である。

## 初代TW1/2系（1999年 - 2009年）
1999年10月から2009年12月まで、6代目スバル・サンバーの姉妹車種として、フルタイム4WDや乗用ユースな内装の採用などでバングレードの商用車（4ナンバー）との差別化を図った乗用グレード（5ナンバー）の「ディアスワゴン」が販売されていた。

## 2代目S321/331系（2009年 - 2020年）
2008年4月10日
トヨタグループのトヨタ自動車・ダイハツ工業と、富士重工業の3社は業務提携の強化に合意し、富士重工業は数年内に軽自動車の自社生産から撤退することが決定した。
2009年9月3日
上記の合意に基づいて、従来のサンバーディアスワゴン（初代）の後継車種としてフルモデルチェンジ。なお2代目は車名に「サンバー」が付かない。
本車種はダイハツのアトレーワゴンをベースに、大分県にあるダイハツ九州により製造、供給される（商用グレードのサンバー（バンのディアスを含む）については、ディアスワゴン発表と同時に外内装を中心とした改良を施され2012年2月末まで生産された）
国内においてスバルがダイハツからOEM供給を受けるのは2008年11月に発表された小型車のデックス（ダイハツ・クーのOEM）に次いで2車種目であり、軽自動車としては初となった。デックスは外装の一部にオリジナルパーツを採用しているが、ディアスワゴンについてはCIマークの「六連星」と「Dias」エンブレムに変更された以外はアトレーワゴンと同一である。
エンジンはアトレーワゴン同様に47kW（64PS）/5,700rpmの出力を発揮するKF-DET型直列3気筒 12バルブ・インタークーラー付きターボを搭載することでパワフルかつスムースな走りを実現。トランスミッションは静粛性と燃費に有利かつ変速ショックの少ない4速AT（インパネシフト）のみを組み合わせている。
インテリアに関してはアイボリーを基調にファブリック素材のシート地を採用することで明るい室内空間を演出した。また前述のインパネシフトやフットリリース式パーキングブレーキを採用したことで、サイドウォークスルーを実現したほか、シート全体をフラットにすることも可能となった。
グレードは「LS」、「RS」、「RS Limited（リミテッド）」の3種で、半ドアを防止するスライドドアイージークローザーをRSとRSリミテッドに、左リアドアの挟み込み防止機能付きオートスライドドアをRSリミテッドに標準装備とした。また、RSとRSリミテッドにはディスチャージヘッドランプ（ロービーム）やフォグランプ、ルーフスポイラーなどを装備することでスポーティさを向上させている。なお、基本的にはアトレーワゴンの「R」がディアスワゴンの「LS」に相当、それ以外はアトレーワゴンの同名グレードと同等装備となっているが、アトレーとの違いは全グレード共通で寒冷地仕様とオーディオレス設定となり、RSのみユーティリティパックが標準装備されている。ボディーカラーについてはアトレーワゴンに設定されている「オフホワイト」と「ライトローズマイカ」を除いた5色となる。車両価格はアトレーワゴンに同一メーカーオプションを装備したものと同額である。
2010年8月
アトレーワゴンに合わせる形で一部改良。9月から始まるJC08コールドモード排出ガス基準をクリア。「RS」、「RS Limited」に荷室アクセサリーソケットが、更に「RS Limited」には荷室蛍光灯が標準装備された。
2011年12月1日
アトレーワゴンに合わせる形で一部改良。安全面に対する法規の強化に伴う対応を実施。
2012年4月2日
アトレーワゴンに合わせる形で一部改良。後部座席ヘッドレストが大型タイプに変更となった。
2012年12月17日
アトレーワゴンに合わせる形で一部改良。全車がJC08モード燃費に対応となった。
2015年4月3日
アトレーワゴンに合わせる形で一部改良。電子制御スロットル及び電子制御4ATを採用して燃費改良を行った。
2015年11月30日
アトレーワゴンに合わせる形で一部改良（仕様変更扱い）。ボディカラーの入れ替えを行い、「プラムブラウンクリスタル・マイカ（オプションカラー）」と「ブルー・マイカメタリック」を廃止する替わりに、新色として「アーバンナイトブルークリスタル・メタリック（オプションカラー）」、「トニコオレンジ・メタリック」、「タングステングレー・メタリック」の3色を追加し、6色展開とした。また、フロントスピーカーのサイズを10cmから16cmに拡大した（なお、アトレーワゴンに追加設定された「ビューティーパック」に相当するオプションの追加設定は無い）。
2017年11月13日
アトレーワゴンに合わせる形でマイナーチェンジ。
新たに「スマートアシストIII」、リアコーナーセンサー、VDC（ビークルダイナミクスコントロール、アトレーワゴンのVSC&TRCに相当）、エマージェンシーストップシグナル、エコアイドルの5点を全車に標準装備された。
外観はフロントマスク（バンパー・グリル）とリアバンパー周りのデザインが変更となり、リアコンビランプはテールランプとストップランプがLED化され、LEDヘッドランプとメッキベゼル付LEDフォグランプも採用された（グレードにより標準装備又は「LEDパック」としてメーカーオプション設定）。内装はブラック基調となり、インパネを刷新し、メーターにマルチインフォメーションディスプレイが搭載されたが、一方でタコメーターは「RS Limted スマートアシスト」のみに縮小されている
ボディカラーは「トニコオレンジ・メタリック」と入れ替えで「プラムブラウンクリスタル・マイカ（オプションカラー）」を2年ぶりに復活。また、グレード体系が一部変更され、「LS」を廃止するとともに、既存グレードは「スマートアシストIII」の搭載に伴い、「RS スマートアシスト」・「RS Limited スマートアシスト」にそれぞれ改名された。
2019年11月7日
アトレーワゴンに合わせる形で一部改良。
「RS スマートアシスト」において、従来は「LEDパック」としてメーカーオプション設定されていたLEDヘッドランプを標準装備化。ボディカラーはオプションカラーで入れ替えを行い、「アーバンナイトブルークリスタル・メタリック」に替わって「レーザーブルークリスタルシャイン」が設定された。
2020年2月10日
生産終了。
2020年3月27日
流通在庫分の登録を全て完了し販売終了。

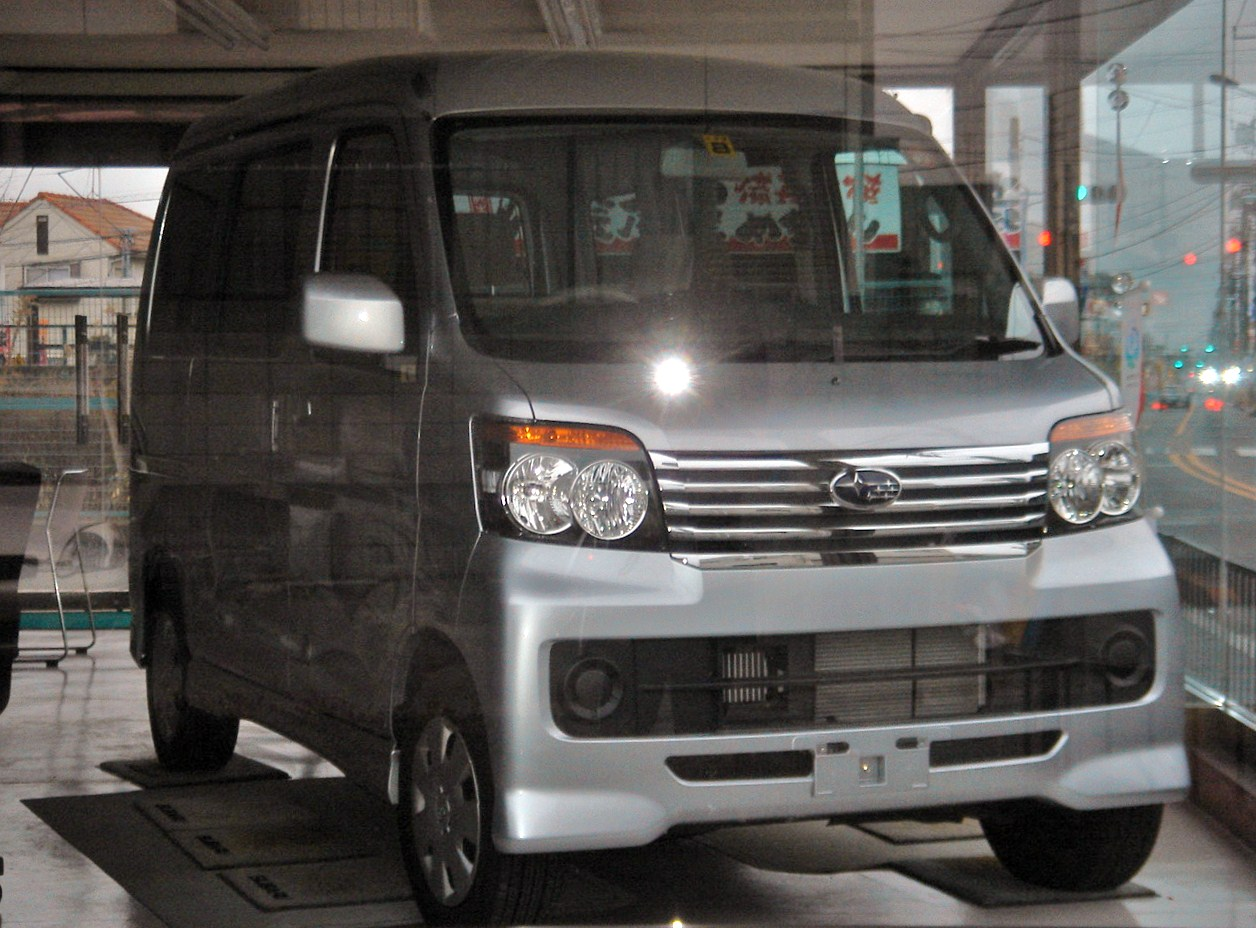
LS（2009年9月販売型）
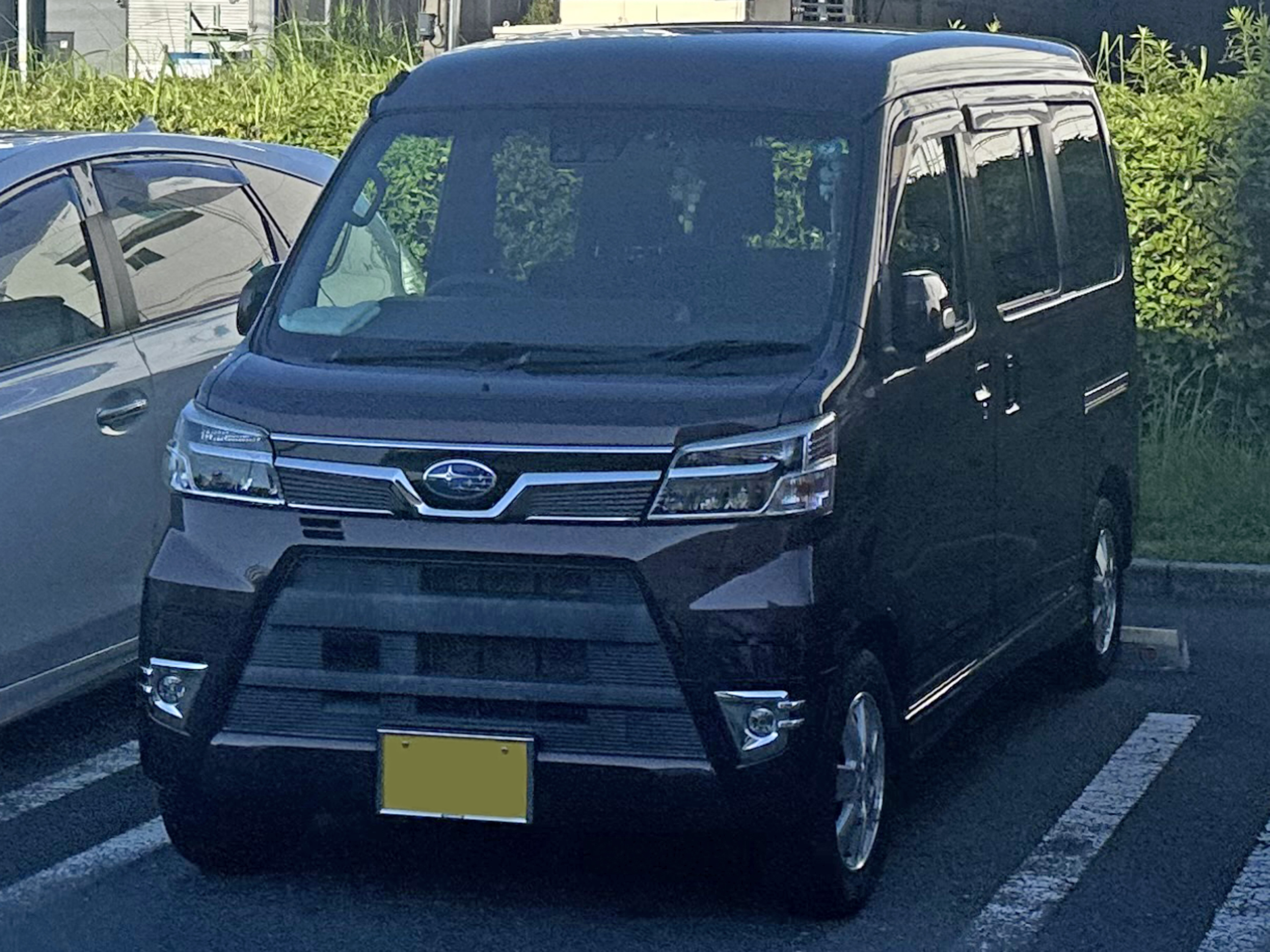
RSリミテッドスマートアシスト（2017年11月改良型）
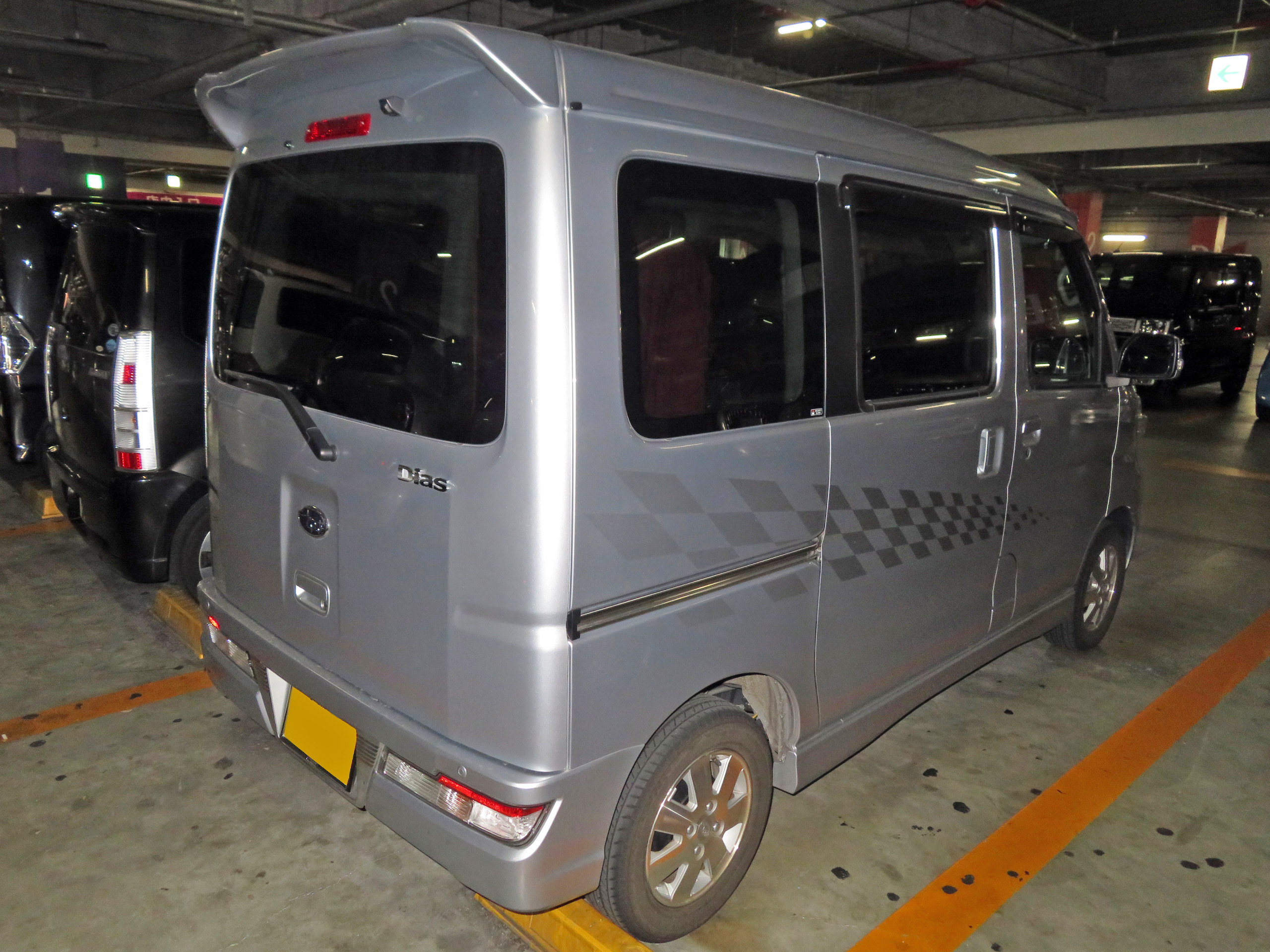
RSリミテッドスマートアシスト（2017年11月改良型） リア

## サンバーバン上級グレードとしての「ディアス」
4代目販売終了時点で「サンバートライ」と呼称していたバンモデルの上級・乗用仕様グレードとして1990年3月にフルモデルチェンジし発売された5代目バンから「ディアス」は設定された。その後5代目の途中で「トライ」の呼称は廃止され、単にサンバーバンとなった貨物仕様グレードと区別されるようになった。
6代目サンバーバンでは上記初代・2代目ディアスワゴンとの兼ね合いから6代目販売期間中で商用車（4ナンバー）の「ディアス」は設定・非設定の時期がある。
2代目ディアスワゴン同様、ダイハツからのOEMとなった7代目サンバーバンでは最上級グレードがそのモデル期間を通じて「VC」および「VCターボ」となり、商用車（4ナンバー）の「ディアス」は設定されなかった。
2022年1月にアトレーのSUBARUへのOEMが復活したが、OEM元であるアトレーが商用車（4ナンバー）化された関係で、一部時期を除く6代目と同様、「ディアス」がフルモデルチェンジされた8代目サンバーバンの上級グレードとして扱われるようになった。

## 車名の由来
スペイン語で「毎日、日々」を意味する dias （dia の複数形）から。「毎日扱いやすい車」という意味で名付けられた。